# Zemborzyn Pierwszy (województwo mazowieckie)
Zemborzyn Pierwszy – wieś w Polsce położona w województwie mazowieckim, w powiecie lipskim, w gminie Solec nad Wisłą. Przez miejscowość przebiega droga wojewódzka 754 z Ostrowca Świętokrzyskiego do Solca nad Wisłą.
Administracyjnie na terenie wsi utworzono dwa sołectwa Zemborzyn Pierwszy i Zemborzyn-Kolonia.
| SIMC    | Nazwa             | Rodzaj     |
| ------- | ----------------- | ---------- |
| 0638056 | Krakówka          | część wsi  |
| 0638062 | Zawodzie          | część wsi  |
| 0638079 | Zemborzyn-Kolonia | część wsi  |
| 0638085 | Żabno             | przysiółek |

W latach 1975–1998 miejscowość administracyjnie należała do województwa radomskiego.